# Kenji Yanobe

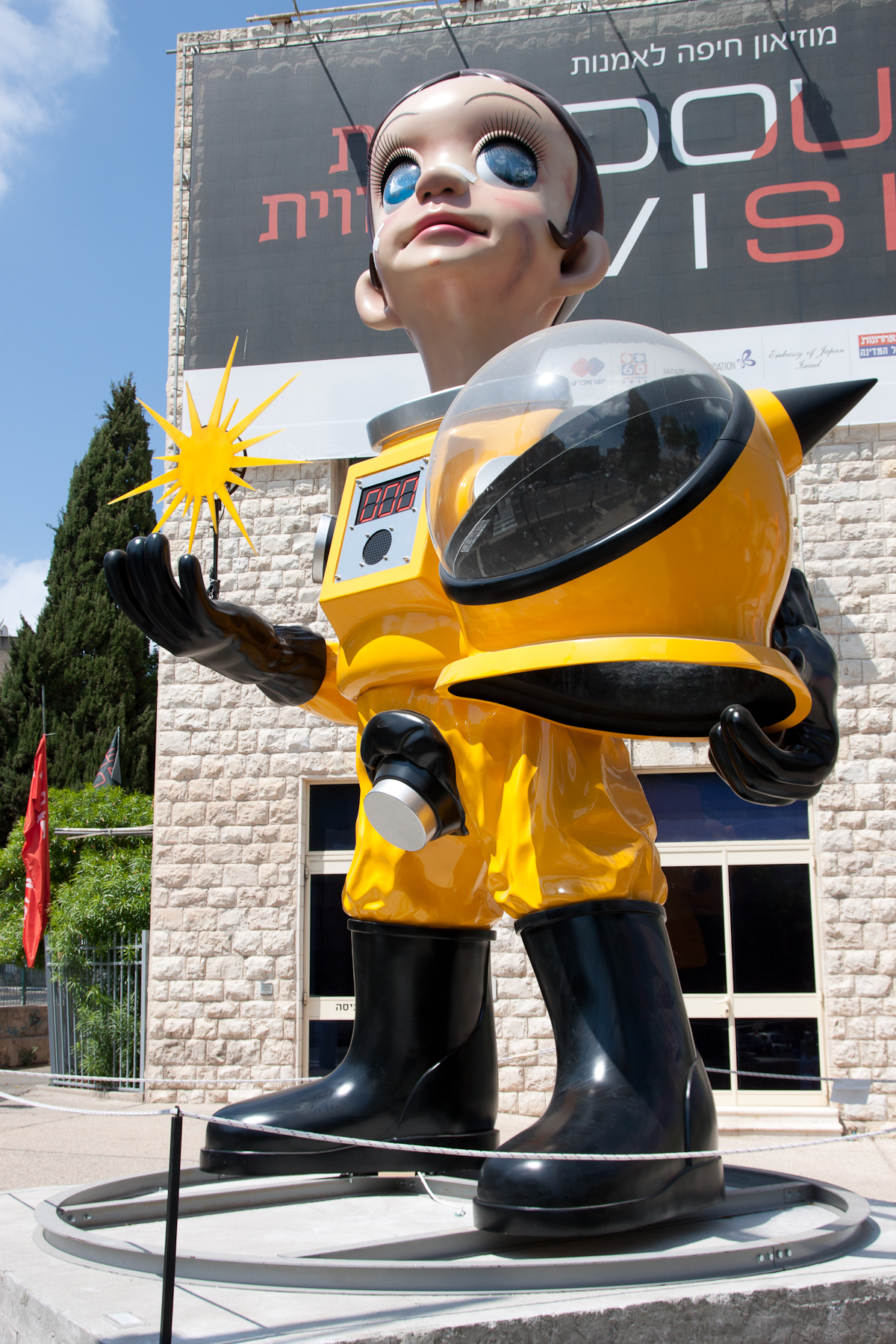
Kenji Yanobes Sun Child vor dem Haifa Museum of Art

Kenji Yanobe (jap. ヤノベ ケンジ, Yanobe Kenji, eigentlich 矢延 憲司, Yanobe Kenji; * 1965 in der Präfektur Osaka) ist ein japanischer Künstler.

## Leben und Werk
Kenji studierte an der Städtischen Kunsthochschule Kyōto.
Sein Werk ist beeinflusst von den Nachwirkungen der Expo ’70 und der Otaku-Kultur, sowie von visionäreren Zukunftsträumen die ab den 1970ern immer mehr zerplatzen (Ölkrise, Umweltproblematik, Kalter Krieg, Scheitern der Eroberung des Weltalls und der friedlichen Nutzung der Atomkraft durch den Absturz der Challenger OV-99 bzw. der Katastrophe von Tschernobyl).
Seine Arbeiten thematisieren Möglichkeiten des Überlebens in einer postatomaren Welt. Er erschafft eine absurd ironische Maschinenwelt aus kinetischen Objekten, die sowohl nützliche Geräte als auch Kriegsmaschinen sein könnten. Sie wirken wie Retrodesign, haben den Charme der 50er und sind doch Science-Fiction. Die Tatsache, dass die Skulpturen nicht nur „Bilder“ von Maschinen sind, sondern auch tatsächlich funktionieren, macht sie auf beklemmende Weise zu unseren Stellvertretern. Yanobe zeigt auf ironische Weise, dass wir bereits seit längerer Zeit in der Zukunft leben (ruinierte strahlenverseuchte Zukunft nicht nur in Tschernobyl/Fukushima, sondern auch überall: chemische Stoffe, elektromagnetische Wellen).
1997, elf Jahre nach der Reaktorkatastrophe, besuchte er mit dem von ihm entwickelten Schutzanzug Atom Suit bekleidet die Ruinen Tschornobyls.
Im Sommer 2018 wurde seine Statue „Sun Child“, eine 6 Meter hohe Figur eines Kindes in einem gelben Schutzanzug mit abgenommenem Helm vor dem Bahnhof von Fukushima aufgestellt. Sie sollte als Symbol für eine bessere Zukunft dienen. Den Einwohnern von Fukushima missfiel die Statue aber sehr, und so wurde sie im Herbst 2018 wieder demontiert.
Kenji Yanobe nahm an der Melbourne International Biennial 1999 teil.

## Werke in öffentlichen Sammlungen
International:
- Fonds national d’art contemporain, Frankreich (National Fund for Contemporary Art, France)
- Regionalfonds für zeitgenössische Kunst (französisch Fonds régional d'art contemporain, FRAC) Provence-Alpes-Côte d’Azur, Marseille
- University Art Museum, City of Santa Barbara
- Galleria d’arte moderna di Bologna (Gallery of Modern Art Bologna)
- Centro per l’arte contemporanea Luigi Pecci, Prato (Centre for Contemporary Art Luigi Pecci, Prato City)
- Kunstsammlung Paul Allen (Art Collection Paul Allen)

Japan:
- Städtisches Kunstmuseum Kitakyūshū (Kitakyushu Municipal Museum of Art) in Kitakyūshū
- Kyōto
- Fukuroi
- Museum für Moderne Kunst Hiroshima (Hiroshima City Museum of Contemporary Art) in Hiroshima
- Museum der Kunst des 21. Jahrhunderts Kanazawa (21st Century Museum of Contemporary Art, Kanazawa) in Kanazawa
- Museum für Moderne Kunst Kumamoto (Contemporary Art Museum, Kumamoto City) in Kumamoto
- Staatliches Internationales Kunstmuseum (The National Museum of Art, Osaka) in Osaka
- Kunstmuseum Toyota (Toyota Municipal Museum of Art) in Toyota
- Museum für Moderne Kunst Tokio (Museum of Contemporary Art Tokyo) in Kōtō, Tokio